# Kim Kwang-hyok
Kim Kwang-hyok ((김광혁?, 金光赫?); 27 agosto 1985) è un calciatore nordcoreano, centrocampista dell'April 25.